# 1840년 미국 대통령 선거
1840년 미국 대통령 선거는 1840년 미국에서 치러진 대통령 선거로, 경제공황의 영향으로 휘그당의 윌리엄 헨리 해리슨 후보가 당선되었다.

## 후보선출

### 민주당
1840년 5월 민주당 전당대회는 마틴 밴 뷰런 대통령을 대통령 후보로 선출하지만, 부통령 후보를 두고 분열을 벌이다 리차드 존슨 부통령을 비롯해 리틀턴 테즈웰과 제임스 폴크 전 총재 등이 각자 출마하게 된다

### 휘그당
| 이름          | 1,2차투표 | 3,4차투표 | 5차투표 | 비고        |
| ------------- | --------- | --------- | ------- | ----------- |
| 윌리엄 해리슨 | 94        | 91        | 148     | 대통령 후보 |
| 헨리 클레이   | 103       | 95        | 90      |             |
| 윈필드 스콧   | 57        | 68        | 16      |             |
| 총투표수      | 254       | 254       | 254     |             |

1839년 12월 4일 휘그당은 미국 최초로 전국 전당대회를 열었다. 헨리 클레이가 앞서던 대통령 후보 경선은 과반이 나오지 않아 5차까지 진행됐고, 지난 대선에 나왔던 윌리엄 해리슨이 역전승을 이뤘다. 부통령 후보에는 만장일치로 존 타일러 상원의원을 선출하였다.

### 반프리메이슨당
1838년 11월 반프리메이슨당 전당대회는 휘그당의 윌리엄 해리슨 대통령을 지지하기로 결정하고, 부통령 후보에만 대니얼 웹스터를 만장일치로 선출한다.

## 선거 과정
1837년의 경제 공황으로, 밴 뷰런 대통령의 지지도는 바닥을 쳤다. 해리슨은 노예제나 국립은행 같은 문제는 피하려는 전략을 썼다. 민주당은 해리슨의 나이가 많은 것을 공격했고, 이 과정에서 '통나무집에서 여생을 보내야 한다'는 식의 발언을 했는데, 휘그당 측은 '통나무집에서의 여생'을 활용해 서민에 친숙한 이미지를 심어주었다.(하지만 사실 해리슨이 오히려 밴 뷰런보다 더 상류층이었다)

## 선거 결과
| 윌리엄 해리슨 | 휘그당 | 오하이오 | 1,275,390 | 52.9%    | 234 |  |  |
| 마틴 밴 뷰런  | 민주당 | 뉴욕     | 1,128,854 | 46.8%    | 60  |  |  |
| 제임스 버니   | 자유당 | 뉴욕     | 6,797     | 0.3%     | 0   |  |  |
| 계            | 계     | 계       | 2,411,808 | 100.00 % | 294 |  |  |

| 부통령 후보   | 정당   | 근거지       | 선거인단 득표 |
| ------------- | ------ | ------------ | ------------- |
| 존 타일러     | 휘그당 | 버지니아     | 234           |
| 리차드 존슨   | 민주당 | 켄터키       | 48            |
| 리틀턴 테즈웰 | 민주당 | 버지니아     | 11            |
| 제임스 폴크   | 민주당 | 테네시       | 1             |
| 토마스 얼     | 자유당 | 펜실베이니아 | 0             |
| 계            | 계     | 계           | 294           |

## 같이 보기
- 1840년 미국 하원의원 선거
- 1840년 미국 상원의원 선거
- 제2 정당제 (미국)